# Castell de Taga
El Castell Taga (多 賀 城, Taga-jō) era un castell japonès que es va erigir durant les campanyes contra els emishi al segle VIII. Es trobava al lloc que avui dia és la ciutat de Taga, a la prefectura de Miyagi, Japó. Va servir com a centre administratiu de la província de Mutsu. Matsuo Bashō parla de la seva visita a aquest lloc en Oku no Hosomichi. Les ruïnes del Castell Taga i del temple tenen la categoria de Lloc Històric Especial (特別 史跡).

## Història
Durant les guerres contra els emishi (蝦 夷) al nord-est de Honshū, els japonesos van construir una sèrie de forts i palissades que servissin de baluards i centres administratius en la seva conquesta i colonització de la regió. Una inscripció indica que el Castell Taga va ser fundat l'any 724. Es va convertir en la capital administrativa de la província de Mutsu i en una de les principals bases d'operacions, juntament amb els castells Akita i Okachi, de la província de Dewa. El districte militar es deia Chinjufu (鎮守 府), i era l'equivalent nord-oriental a Dazaifu (太宰府) al sud-oest. Taga va ser reconstruït després de ser saquejat i incendiat pels emishi l'any 780, però va patir greus danys pel tsunami Jogan del 869. L'auge de Hiraizumi al segle xii va marcar el seu declivi i posterior desaparició.

## Monuments

### Castell Taga
El Castell Taga ocupava una àrea d'uns 280 metres quadrats i estava envoltat per un mur de terra de més de tres quilòmetres de llarg. Al centre hi havia diversos edificis administratius construïts sobre una elevació envoltats per un mur de terra interior. Hi havia també en el lloc magatzems i barracons per als soldats i artesans.

### Ruïnes del temple Taga
Unes excavacions realitzades al sud-est del castell van treure a la llum les ruïnes d'un temple, avui conegut com a Taga Haiji. S'han identificat cinc edificis dins d'un gran complex rectangular delimitat per un mur de terra.

### Inscripció
El Tsubo no Ishibumi (壺 の 碑) o Tagajōhi (多 賀 城 碑) és una inscripció que data del període Nara que indica les distàncies a Nara, la Província d'Emishi, i altres regions. Matsuo Bashō (松尾 芭蕉) fa un creatiu relat de la seva observació de l'estela a Oku no Hosomichi (奥 の 細 道), concloent que "rarament es troben vestigis convincents del que ha esdevingut, però en aquest lloc hi ha monuments absolutament fidedignes d'esdeveniments que van tenir lloc fa un mil·lenni", i va plorar de l'emoció. En la seva descripció el monument fa les funcions de lloc poètic o utamakura. En 1998 va ser declarat Propietat Cultural Important.

## Museu
El Museu d'història de Tōhoku (東北 歴 史 博物館) acull les troballes de les excavacions del lloc així com d'altres jaciments de Tōhoku.